# Gerald O'Grady
Gerald O'Grady (30. listopadu 1931 – 26. března 2019) byl americký pedagog. V letech 1954 až 1958 studoval na Wisconsinské univerzitě a později odešel do Anglie, kde studoval na oxfordské St. Antony's College. Počínaje rokem 1967 působil jako profesor angličtiny na Buffalské univerzitě. Později, v sedmdesátých letech, zde spoluzaložil fakultu mediálních studií. Anthony Bannon označil O'Gradyho přínos za celosvětový. Rovněž připravil řadu textů pro různé katalogy filmových výstav.